# Georg Gottlieb Thoman
Georg Gottlieb Thoman (Thomann), född 1701 i Augsburg, död 4 mars 1763 i Klara församling, Stockholm, var en tysk-svensk bildhuggare.

## Biografi
Georg Gottlieb Thoman var son till Ernst Philipp Thomann von Hagelstein och gift med Maria Elisabet Alm samt far till Ernst Philip Thoman. Han utförde huvudsakligen mindre skulptur- och kompletteringsarbeten för olika kyrkor. Han utförde bland annat fyra figurskulpturer till Vintrosa kyrka i altaruppsatsen som sattes upp 1755 och för Kungsholmens kyrka utförde han valvhjässan över mittkvadraten.